# Deutsche Dendrologie
Deutsche Dendrologie (abreviado Deut. Dendrol.) es un libro con ilustraciones y descripciones botánicas que fue escrito por el botánico, dendrólogo y profesor alemán Bernhard Adalbert Emil Koehne y publicada en 1893 (Stuttgart, 601 pp.) con el nombre de Deutsche Dendrologie. Kurze Beschreibung der in Deutschland im Freien Auhaltenden Nadel- und Laubholzgewachse ...